# Mangkam Shan
Mangkam Shan (kinesiska: Mangkang Shan, 芒康山) är en bergskedja i Kina. Den ligger i den autonoma regionen Tibet, i den sydvästra delen av landet, omkring 700 kilometer öster om regionhuvudstaden Lhasa.
Genomsnittlig årsnederbörd är 615 millimeter. Den regnigaste månaden är juli, med i genomsnitt 169 mm nederbörd, och den torraste är november, med 1 mm nederbörd.